# Focicchia
Focicchia (korsisch Fucichja) ist eine französische Gemeinde auf der Insel Korsika. Sie gehört zur Region Korsika, zum Département Haute-Corse, zum Arrondissement Corte und zum Kanton Golo-Morosaglia. Die Bewohner nennen sich Focicchiens oder Fucichjani.

## Geografie
Focicchia liegt auf 654 Metern über dem Meeresspiegel im korsischen Gebirge. Nachbargemeinden sind Sant’Andréa-di-Bozio im Norden, Zuani und Ampriani im Nordosten, Pietraserena im Osten, Piedicorte-di-Gaggio im Südosten, Altiani im Süden und Erbajolo im Westen.
Örtliche Erhebungen heißen Punta-di-Mangaio (1036 m), Punta Alta (1055 m), Punta Cigno (1003 m), Punta Caracuto (1036 m) und Punta Cervio (1189 m). Letztere ist der höchsten Punkt in der Gemeindegemarkung.

## Bevölkerungsentwicklung
| Jahr                       | 1962 | 1968 | 1975 | 1982 | 1990 | 1999 | 2010 | 2020 |
| Einwohner                  | 77   | 54   | 48   | 34   | 22   | 30   | 40   | 29   |
| Quellen: Cassini und INSEE |      |      |      |      |      |      |      |      |

## Sehenswürdigkeiten
- Kirche San Biaggio
- Kirchenruine San Salvadore, Überreste einer Kirche aus dem 11. Jahrhundert
- ehemalige Kapelle San Giovanni, Monument historique

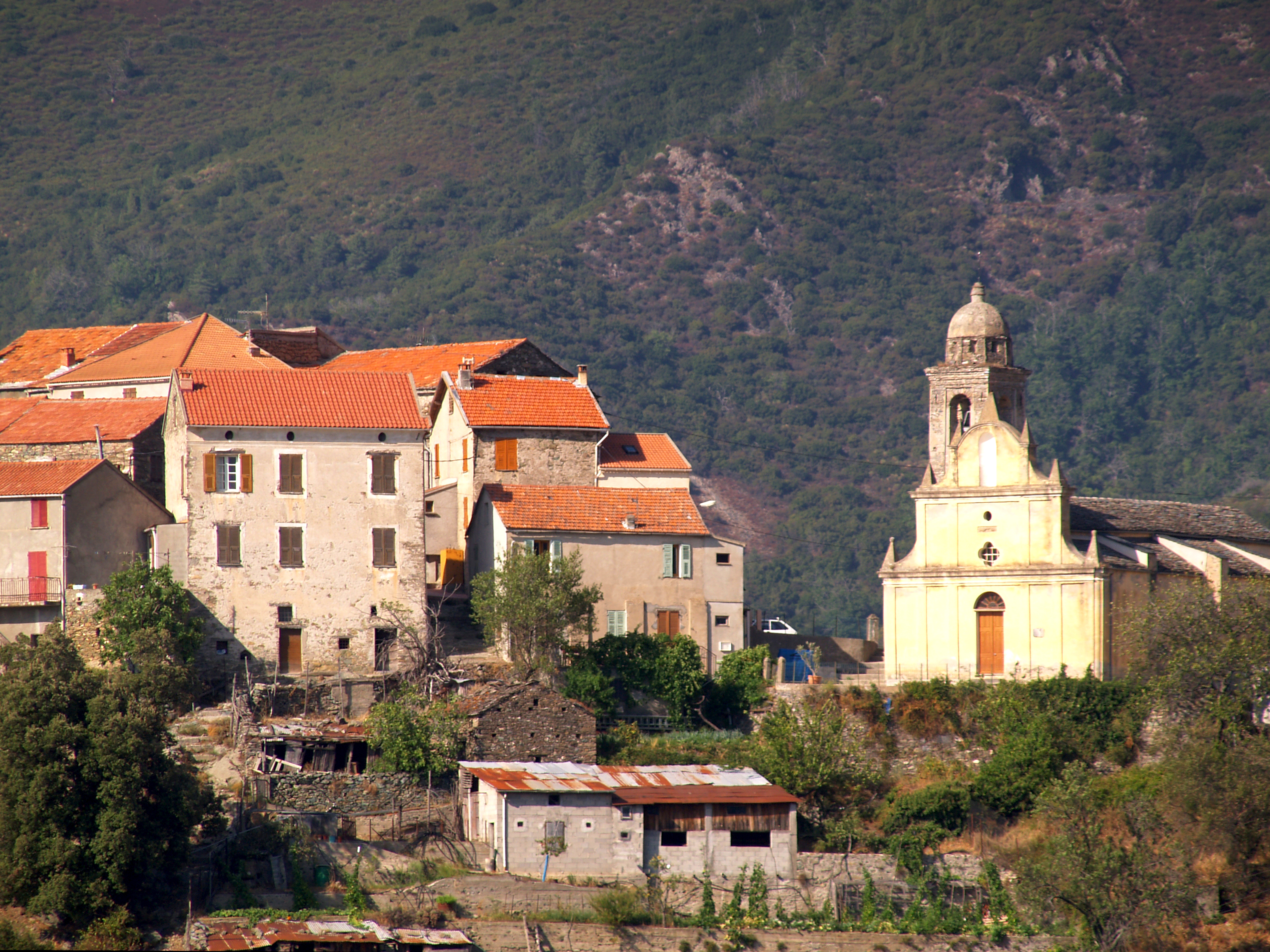
Kirche San Baggio